# Laure Fournier
Pour les articles homonymes, voir Fournier.
Laure Anastasie Marie Fournier (née le 29 avril 1990 à Ploemeur, dans le département du Morbihan) est une sportive franco-britannique pratiquant en compétition le judo et le sambo. Elle évolue dans la catégorie des moins de 57 kg en judo, et dans celle des moins de 56 kg en sambo. En 2018, elle décroche le titre de championne de monde de sambo sportif à Bucarest

## Biographie
Laure Fournier commence le judo à huit ans en 1998. Elle suit des entraînements en club quasi exclusivement (Seïbukan, Sport Algés e Dafundo, Jita Kyoei et Montpellier Sporting Club). Dans son parcours, elle intègre brièvement le pôle France judo de Marseille (septembre-décembre 2006). 
En parallèle de son parcours sportif, elle obtient le baccalauréat scientifique mention très bien (2008). Ceci lui permet d'intégrer la classe préparatoire à l'École nationale supérieure de chimie de Rennes (2008-2010). Cependant elle termine ses études à l'École nationale supérieure de chimie de Montpellier (2010-2014), en décrochant le diplôme d'ingénieur chimiste.
Intégrée en sortie d'école à l'équipe de Business Crescendo pour l'accompagnement d'entreprises technologiques dans leur business development à l'international, Laure Fournier s'intègre aux équipes de nombreuses entreprises françaises (Cailabs, Avion Jaune, Phenocell, Mappem Geophysics...). 
En 2015 elle rejoint l'équipe de YellowScan comme ingénieur commerciale export.
En septembre 2017 elle intègre le collectif des Champions de la Paix de Peace and Sport, rejoignant des athlètes engagés personnellement en faveur du mouvement de paix par le sport. La Fondation Maria Guedez, dans le cadre de son développement a proposé dans l’école primaire Hugo Chavez au Vénézuela une démonstration de Sambo, avec la présence de Laure Fournier. L’objectif de la journée était de sensibiliser les enfants à la pratique sportive, et de les inviter à s’entraîner au sein de la Fondation. La Fondation offre aux enfants, en plus de l’entrainement, un repas quotidien, du soutien scolaire et des cours de français.

## Palmarès en judo
| Année | Compétition                                      | Lieu                   | Résultat | Catégorie |
| ----- | ------------------------------------------------ | ---------------------- | -------- | --------- |
| 2006  | Championnats de France cadettes                  | Paris                  | 3e       | -52 kg    |
| 2012  | Championnat de France universitaire 2e division  | Amiens                 | 1re      | -57 kg    |
| 2013  | Championnat de France universitaire 1re division | Rouen                  | 1re      | -57 kg    |
| 2013  | Championnat d'Europe universitaire               | Coimbra (Portugal)     | 3e       | -57 kg    |
| 2014  | Championnat de France universitaire 1re division | Orléans                | 2e       | -57 kg    |
| 2014  | Championnat de France 1re division               | Villebon-sur-Yvette    | 7e       | -57 kg    |
| 2015  | Coupe d'Europe                                   | Londres (Angleterre)   | 3e       | -57 kg    |
| 2015  | Coupe d'Europe                                   | Malaga (Espagne)       | 3e       | -57 kg    |
| 2015  | Championnat de Grande-Bretagne                   | Sheffield (Angleterre) | 1re      | -57 kg    |
| 2016  | Championnat de Grande-Bretagne                   | Sheffield (Angleterre) | 3e       | -57 kg    |
| 2017  | Coupe d'Europe                                   | Zurich (Suisse)        | 3e       | -57 kg    |
| 2017  | Championnat de Grande-Bretagne                   | Sheffield (Angleterre) | 3e       | -57 kg    |

## Palmarès en sambo
| Année | Compétition                           | Lieu                       | Résultat | Catégorie |
| ----- | ------------------------------------- | -------------------------- | -------- | --------- |
| 2012  | Championnats du monde                 | Minsk (Biélorussie)        | 3e       | -56 kg    |
| 2013  | Jeux Mondiaux                         | Saint-Pétersbourg (Russie) | 1re      | -56 kg    |
| 2013  | Coupe de France universitaire         | Houlgate                   | 1re      | -60 kg    |
| 2013  | Championnats d'Europe                 | Crema (Italie)             | 2e       | -56 kg    |
| 2013  | Universiade                           | Kazan (Russie)             | 2e,      | -56 kg    |
| 2013  | Championnats du Monde                 | Saint-Pétersbourg (Russie) | 5e       | -56 kg    |
| 2015  | Championnats de France                | Chambéry                   | 1re      | -56 kg    |
| 2015  | Coupe du monde (mémorial Kharlampiev) | Moscou (Russie)            | 3e       | -56 kg    |
| 2015  | Championnats d'Europe                 | Zagreb (Croatie)           | 3e       | -56 kg    |
| 2015  | Championnats du Monde                 | Casablanca (Maroc)         | 2e,      | -56 kg    |
| 2016  | Coupe du monde (mémorial Kharlampiev) | Moscou (Russie)            | 2e       | -56 kg    |
| 2016  | Coupe du monde (mémorial Aslakhanov)  | Moscou (Russie)            | 3e       | -56 kg    |
| 2016  | Championnats du Monde                 | Sofia (Bulgarie)           | 3e       | -56 kg    |
| 2017  | Championnats de France                | Poussan                    | 1re      | -60 kg    |
| 2017  | Coupe du monde (mémorial Kharlampiev) | Moscou (Russie)            | 1re      | -56 kg    |
| 2017  | Championnats d'Europe                 | Minsk (Biélorussie)        | 3e       | -56 kg    |
| 2018  | Championnats de France                | Ceyrat                     | 1re      | -56 kg    |
| 2018  | Coupe du monde (mémorial Kharlampiev) | Moscou (Russie)            | 3e       | -56 kg    |
| 2018  | Championnats d'Europe                 | Athènes (Grèce)            | 3e       | -56 kg    |
| 2018  | Championnats du Monde                 | Bucarest (Roumanie)        | 1re      | -56 kg    |
| 2019  | Championnats d'Europe                 | Gijón (Espagne)            | 1re      | -56 kg    |
| 2019  | Jeux européens                        | Minsk (Biélorussie)        | 3e       | -56 kg    |
| 2019  | Championnats du Monde                 | Cheongju (Corée du sud)    | 2e       | -56 kg    |
| 2021  | Championnats d'Europe                 | Limassol (Chypre)          | 3e       | -59 kg    |
| 2022  | Championnats du Monde Beach Sambo     | Bat Yam (Israël)           | 3e       | -59 kg    |
| 2022  | Championnats du Monde                 | Bichkek (Kirghizistan)     | 3e       | -59 kg    |